# Montanhas Wudang
As Montanhas Wudang (em chinês tradicional, 武當山; em chinês simplificado, 武当山; em pinyin, Wǔdāng Shān), conhecidas também como "Wu Tang Shan" ou simplesmente Wudang, ficam a Sudeste da cidade de Shiyan, na província de Hubei, na República Popular da China.
Vêm atraindo um número crescente de turistas não apenas por ser um lugar sagrado do taoismo ou para as artes relacionadas a esta religião/filosofia, mas também por causa das suas seculares edificações. 

## História
O primeiro lugar de adoração na região, o templo dos Cinco Dragões, foi construído a mando do imperador Taizong de Tang. Mais estruturas foram construídas ao longo das dinastias Song e Yuan. O maior complexo da montanha foi construído durante a dinastia Ming (século XIV-século XVII), uma vez que o imperador Yongle alegava ter a proteção do deus Pak Tai (ou Xuanwu). Este imperador enviou mais de 300 000 soldados e artistas para a montanha, os quais construíram, ao longo de uma década, 33 edifícios inspirados nas histórias do Grande Imperador Guerreiro Perfeito, 39 pontes e 12 pagodes. Os edifícios estendem-se ininterruptamente por 70 quilômetros, desde o sopé até ao cume da montanha. 
Os templos tinham de ser constantemente reconstruídos, e nem todos sobreviveram até os dias de hoje. As estruturas mais antigas que se conservam até hoje são o Pavilhão Dourado e o Antigo Santuário de Bronze, construídos em 1307. Outras estruturas notáveis são o palácio Nanyang (construído em 1285–1310 e ampliado em 1312), a Cidade Proibida no pico (construída em 1419) e o Templo da Nuvem Púrpura (construído em 1119–1126, reconstruído em 1413 e ampliado em 1803–1820). 
Os templos da Montanha Wudang foram destruídos entre o final da dinastia Yuan (1271–1368) e o começo da dinastia Ming (1368-1644). 
Com o passar do tempo, alguns edifícios deterioraram-se. Todavia, 53 deles ainda estão muito bem preservados, ocupando 27,2 mil metros quadrados. Wudang também detém um acervo com 5 000 objetos históricos, dos quais mil estão sob proteção nacional. 
A Montanha Wudang, berço do taoismo, foi declarada Património Mundial em 1994 pela UNESCO em função de seu grande número de palácios e templos. Eles são os símbolos dos avanços arquitectónicos e artísticos das dinastias Yuan, Ming e Qing, assim como do apogeu da arte da China.
Em 19 de janeiro de 2003, o palácio Yuzhengong, com seiscentos anos de idade, foi incendiado acidentalmente por um funcionário de uma academia de artes marciais.